# Czesław Oleśkowicz-Popiel
Czesław Oleśkowicz-Popiel (ur. 30 lipca 1939 w Dąbrowie, zm. 10 marca 2020) – polski specjalista w zakresie budowy i eksploatacji maszyn, prof. dr hab. inż.

## Życiorys
W 1962 ukończył studia mechaniczne w Politechnice Poznańskiej. Obronił pracę doktorską, następnie uzyskał stopień doktora habilitowanego. 14 stycznia 1994 nadano mu tytuł profesora w zakresie nauk technicznych. Piastował stanowisko profesora zwyczajnego w Instytucie Inżynierii Środowiska na Wydziale Budownictwa i Inżynierii Środowiska Politechniki Poznańskiej.
Zmarł 10 marca 2020.